# Locked Down
Locked Down è un album in studio del 2012 di Dr. John.

## Storia
Si tratta di uno degli ultimi lavori di Dr John. Riprende lo stile che lo ha reso celebre in passato, mescolando il funk con una dose di soul.
Ha vinto il Grammy Awards 2013 come miglior album blues.
La rivista Rolling Stone lo ha inserito nella lista dei migliori 50 album del 2012 alla posizione numero 15.
Il sito ondarock.it ha recensito positivamente il disco commentandolo come un lavoro che: sorprendentemente (ma nemmeno tanto) ha saputo invertire la tendenza, e restituire la figura del musicista alla contemporaneità, come più si addiceva alla caratura del suo personaggio.

## Tracce
Testi e musiche di Mac Rebennack, Dan Auerbach, Maximilian Weissenfeldt, Leon Michels, Nick Movshon, Richard Windmann and Brian Olive.
1. Locked Down – 4:59
2. Revolution – 3:26
3. Big Shot – 3:49
4. Ice Age – 4:24
5. Getaway – 4:35
6. Kingdom of Izzness – 3:46
7. You Lie – 4:45
8. Eleggua – 2:51
9. My Children, My Angels – 5:09
10. God's Sure Good – 4:58

## Musicisti
- Dr. John - piano, voce principale
- Dan Auerbach - chitarra, percussioni, produttore
- Max Weissenfeldt - batteria, percussioni
- Leon Michels - percussioni, voci, piano
- Nick Movshon - basso, percussioni, voce
- Richard Windmann - basso
- Brian Olive - chitarra, percussioni, voce
- The McCrary Sisters (Regina, Ann & Alfreda) -voci

## Link di riferimento
- ondarock.it,  https://www.ondarock.it/recensioni/2012_drjohn_lockeddown.htm. URL consultato il 22 agosto 2020.
- rollingstone.com,  https://www.rollingstone.com/music/music-lists/50-best-albums-of-2012-152493/dr-john-locked-down-70606/. URL consultato il 22 agosto 2020.